# Idaea delicataria
Idaea delicataria är en fjärilsart som beskrevs av Jones 1921. Idaea delicataria ingår i släktet Idaea och familjen mätare. Inga underarter finns listade i Catalogue of Life.